# Thống kê dân số Hoa Kỳ năm 2000
Thống kê dân số lần thứ 22 của Hoa Kỳ, được biết đến như Thống kê dân số năm 2000 và được tiến hành bởi Cục thống kê dân số Hoa Kỳ, xác định các cư dân của Hoa Kỳ vào ngày 1 tháng 4 năm 2000, dân số Hoa Kỳ đạt mức 281.421.906 người, tăng 13,2% so với mức dân số 248.709.873 người theo kết quả của thống kê dân số Hoa Kỳ năm 1990. Cuộc điều tra dân số đã được tiến hành ở 22 tiểu bang và là lúc thời bình nỗ lực dân sự hành chính lớn nhất tại Hoa Kỳ.
Khoảng 16% hộ gia đình nhận được một "mẫu dài" của cuộc điều tra dân số 2000, trong đó có hơn 100 câu hỏi. Tài liệu hướng dẫn đầy đủ về cuộc điều tra dân số 2000, bao gồm các hình thức điều tra dân số và lịch sử một thủ tục, có sẵn từ Series sử dụng công cộng tích hợp dữ liệu vĩ mô.

### Cục Thống kê Dân số Hoa Kỳ
- Cổng vào điều tra dân số năm 2000
- Hồ sơ dân số của Hoa Kỳ: 2000
- Hồ sơ dân số giới thiệu trình chiếu, theo định dạng MS Powerpoint
- Tiểu bang và quận QuickFacts, cho thông tin được yêu cầu nhiều nhất
- American FactFinderLưu trữ ngày 21 tháng 5 năm 2008 tại Wayback Machine, cho dân số, nhà ở, kinh tế, và dữ liệu địa lý
- Mẫu điều tra dân số Hoa Kỳ năm 2000
- Báo cáo điều tra dân số Hoa Kỳ năm 2001[liên kết hỏng] Chứa 2000 kết quả điều tra dân số

### Trang web điều tra dân số năm 2000 khác
- Bản đồ ngôn ngữ MLA từ Hiệp hội ngôn ngữ hiện đại
- Điều tra dân số hoạt động làm thế nào qua Howstuffworks.com

Bản mẫu:Demographics of the United States